# 프구라

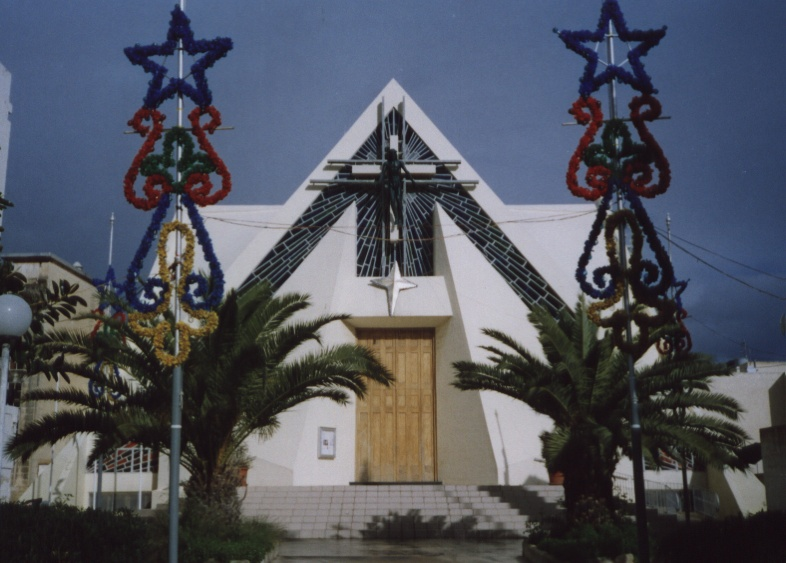
프구라에 위치한 교회의 모습

프구라의 위치

프구라(몰타어: Fgura)는 몰타 남부에 위치한 도시로 면적은 1.1km2, 인구는 11,676명(2011년 3월 기준), 인구 밀도는 11,000명/km2이다.

시기
시 문장